# Gian & Giovani - Vol. 2
Gian & Giovani - Vol. 2 é o segundo álbum de estúdio da dupla sertaneja Gian & Giovani, lançado em 1990. Lançado no ano de 1990, o álbum “Gian & Giovani Vol. 2” fez a dupla alcançar a consagração nacional, alcançando a marca de 500.000 cópias vendidas. Um dos grandes destaques do disco é a música “Nem Dormindo Consigo Te Esquecer” composição de César Augusto, que ganhou vários troféus e dominou as rádios daquela época, fazendo a dupla receber vários convites para participar de programas de rádio e televisão. Canção que é até hoje, um dos maiores sucessos da  dupla..
No mesmo disco também se destacaram as faixas "Sua Vez", “Caçador De Corações” e a clássica “Roupa De Lua-De-Mel”. Com 12 faixas, arranjos de Pinocchio, gravado nos estúdios Gravodisc SP, foi lançado pela Chantecler consolidando ainda mais a dupla no cenário sertanejo. Ganhou o disco de ouro no Brasil.

## Curiosidades
- Um fato interessante, é que a canção "Nem Dormindo Consigo te Esquecer" foi originalmente gravada por Zezé Di Camargo em seu segundo disco solo, em 1988[12].

- Em junho de 1992, a música "Nem Dormindo Consigo Te Esquecer" ganhou o prêmio de melhor Letra do ano, e Gian & Giovani ganharam o o troféu Di Giorgio (Prêmio mais cobiçado da música sertaneja, na época) de Melhor dupla Masculina do Ano; Premiação referente ao ano anterior, 1991[13]. No mesmo ano (1991), a canção ganhou uma versão em espanhol, denominada "Ni Durmiendo Consigo Olvidar" (César Augusto, Alberto Moave e Franco Satamini), fazendo sucesso em vários países da América latina. Devido ao grande sucesso, fez parte da trilha sonora da novela "Felicidad" (versão mexicana da telenovela "Felicidade (telenovela)" rede globo), exibida em 1993 no México.

## Faixas
| N.º            | Título                                                     | Duração |  |
| 1.             | "Sua Vez" (Rionegro / Paulo Henrique)                      | 3:47    |  |
| 2.             | "Nem Dormindo Consigo Te Esquecer" (César Augusto)         | 3:44    |  |
| 3.             | "Estou de Olho Em Você" (Fátima Leão / Felipe)             | 2:35    |  |
| 4.             | "Nos Braços da Desilusão" (Domiciano / Rionegro)           | 3:11    |  |
| 5.             | "Sonhos de Brinquedo" (Maracaí / Dimarco)                  | 3:38    |  |
| 6.             | "Contra-Senso" (Joel Marques / Maracaí)                    | 3:05    |  |
| 7.             | "O Amor Vai Cuidar de Nós" (César Augusto / Milton José)   | 3:30    |  |
| 8.             | "Caçador de Corações" (Mario Maranhão / Jefferson Farias)  | 3:40    |  |
| 9.             | "Roupa de Lua de Mel" (Carlos Randall / Dimarco)           | 3:36    |  |
| 10.            | "Sonho de Nós Dois" (Gene Araújo / Carlos Pedro)           | 2:51    |  |
| 11.            | "As Mesmas Coisas" (Fátima Leão / Thatte / Paulo Henrique) | 3:09    |  |
| 12.            | "Saideira" (Domiciano / Rionegro)                          | 2:41    |  |
| Duração total: | Duração total:                                             | 36:87   |  |

## Ficha Técnica
- Produtor Fonográfico: Gravações Elétricas S/A - Discos Chantecler
- Co-Produção: Discofita Distribuidora Ltda
- Direção Artística: Matheus Nazareth
- Gerência Artística: Paulo Rocco
- Produção Artística: Milton José
- Produção Executiva: Paulo Henrique dos Santos
- Supervisão de Áudio: Élcio Alvarez Filho
- Coordenação de Estúdio: Cristiane Feris
- Estúdio: Gravodisc - 24 canais - SP
- Assistente de Estúdio: Júlio César Vicari, Josiel Rufino da Silva
- Arranjos e Regências: Juvenil Lacerda (Pinocchio)
- Engº de Gravação: Carlos Villaça
- Arregimentação: César Ricardo
- Engº de Mixagem:Carlos Villaça (Sistema Digital - PCM)
- Técnico de Editagem: Marcelo C. Machado
- Supervisão de Corte: Milton Araújo
- Foto Capa: Walmir Teixeira
- Roupas: Lúcia Veríssimo
- Direção de Arte: Toshio H. Yamasaki
- Produção Gráfica: Luiz Cordeiro
- Assistente de Arte: Antônio Deliperi

## Certificações
| Brasil (ABPD)                             | Ouro | 1994 | 100.000* |
| *número de vendas baseado na certificação |      |      |          |